# Glossotrophia anastomosaria
Glossotrophia anastomosaria är en fjärilsart som beskrevs av Hans Reisser 1961. Glossotrophia anastomosaria ingår i släktet Glossotrophia och familjen mätare. Inga underarter finns listade i Catalogue of Life.